# 擬背斑叉舌鰕虎
擬背斑叉舌鰕虎（学名：Glossogobius brunnoides），又名擬背斑舌鰕虎魚，为鰕虎科叉舌鰕虎屬下的一个种。